# If Only (KT Tunstall)
If Only è il terzo singolo estratto dal terzo album in studio della cantante KT Tunstall.
È stato pubblicato come il terzo singolo nel Regno Unito il 3 marzo 2008. "If Only" raggiunse la posizione n° 45 sulla UK Singles Chart.

## Video musicale
Il video musicale di "If Only" è stato diretto da James Caddick e girato al trampolino di salto olimpico Lysgårdsbakken a Lillehammer, Norvegia. Le caratteristiche del video vedono saltare KT Tunstall come una saltatrice con gli sci che non riesce a completare un salto importante. Il video si conclude con una KT Tunstall sanguinante che sorride alla telecamera.

## Tracce
CD (Regno Unito)
1. If Only
2. Walk Like an Egyptian (Live in Liverpool)

Vinile
1. If Only
2. The Prayer (Radio 1 Live Lounge)

Download digitale
1. If Only
2. Walk Like an Egyptian (Live in Liverpool)

CD promozionale
1. If Only (Radio Edit) - 3:30
2. If Only - 3:46
3. If Only (Instrumental) - 3:46

## Classifiche
| Classifica (2008) | Posizione raggiunta |
| ----------------- | ------------------- |
| Regno Unito       | 45                  |